# 11665 Dirichlet
11665 Dirichlet este o planetă minoră (asteroid), cu un diametru de 6,803 km, din centura de asteroizi. A fost descoperită pe 14 aprilie 1997 la Prescott Observatory⁠(d) de Paul G. Comba⁠(d) și a fost numită după Johann Peter Gustav Lejeune Dirichlet. 
Obiectul prezintă o orbită caracterizată de o semiaxă mare de 3,2794045 UAi, o excentricitate de 0,15, o înclinație de 15,78668 ° în raport cu ecliptica.